# Abu Kamal (dystrykt)
Abu Kamal – jedna z 3 jednostek administracyjnych drugiego rzędu (dystrykt) muhafazy Dajr az-Zaur w Syrii.
W 2004 roku dystrykt zamieszkiwało 265 142 osób.